# 8375 Кендзоконо
8375 Кендзоконо (8375 Kenzokohno) — астероїд головного поясу, відкритий 12 січня 1992 року.
Тіссеранів параметр щодо Юпітера — 3,193.
Названо на честь астронома Кендзо Коно (яп. けんぞう・こうの(河野健三) кендзо: ко:но).